# Сен-Медар (церква)
Сен-Медар (фр. Église Saint-Médard — церква Святого Медарда) — католицька церква в Парижі. Розташована в Латинському кварталі, на вулиці Муфтар (V округ). Історична пам'ятка від 1906 року.

## Історія
Церква розташована у місці перетину старовинної дороги на Ліон та річки Б'євр (нині прихованої під землею). Очевидно, каплиця на честь святого Медарда Нуайонського існувала тут від IX століття. Пізніше, в 1163, споруджено однойменну церкву, що відносилася до абатства Святої Женев'єви.
У наступні століття церква неодноразово перебудовувалась. У XVI столітті роботи перервано через релігійні війни і відновлено лише 1561 року, після того як протестанти, в ході боротьби з католиками, розграбували церкву. Їх зобов'язали відшкодувати збитки, і отримані гроші пішли на відновлення церкви.
Починаючи від XVII століття церкву Сен-Медар, розташовану неподалік паризького абатства Пор-Рояль, почали відвідувати янсеністи. Серед них були П'єр Ніколь, Блез Паскаль і диякон Франциск Паризький. На початку XVIII століття диякона, що славився побожністю та аскетизмом, поховали на цвинтарі поблизу церкви. Незабаром після цього з'явилися повідомлення, що на його могилі починаються чудесні зцілення, які янсеністи поспішили приписати покійному диякону. Фанатизм тих, хто молився, доходив до таких меж, що вони буквально билися в конвульсіях, простягаючись на могилі святого, внаслідок чого отримали назву конвульсіонерів. Щоб припинити безлад, Людовік XV наказав закрити цвинтар. Наступного дня на воротах цвинтаря анонімний жартівник повісив табличку з написом: «De par le Roy, défense a Dieu de faire miracle en ce lieu» («Іменем короля Богу забороняється творити чудеса в цьому місці»).
У другій половині XVIII століття роботи з благоустрою церкви продовжено під керівництвом архітектора Луї-Франсуа Пті-Раделя. У період Великої французької революції церква неодноразово зачинялася та знову відкривалася; протягом 10 місяців її було оголошено Храмом Праці.
Протягом XIX—XX століть церква розширюється та реставрується. Нині вона є чинним католицьким храмом. На місці колишнього цвинтаря розташовано невеликий сквер.

## Архітектура та інтер'єр
Оскільки церква будувалася протягом тривалого часу, в ній поєднано елементи пізнього готичного стилю та Ренесансу. Єдиний неф має п'ять прольотів, з боків розташований ряд капел. Цікаво, що в церкві збереглося дерев'яне склепіння XVIII століття, хоча спочатку його створювали як тимчасове.
Однією з головних визначних пам'яток церкви є картина із зображенням мертвого Христа, яку атрибутують Філіппу де Шампаню. Примітні також вітражі, орга́ни та хрестильні купелі.